# Gulou y Zhonglou (Pekín)

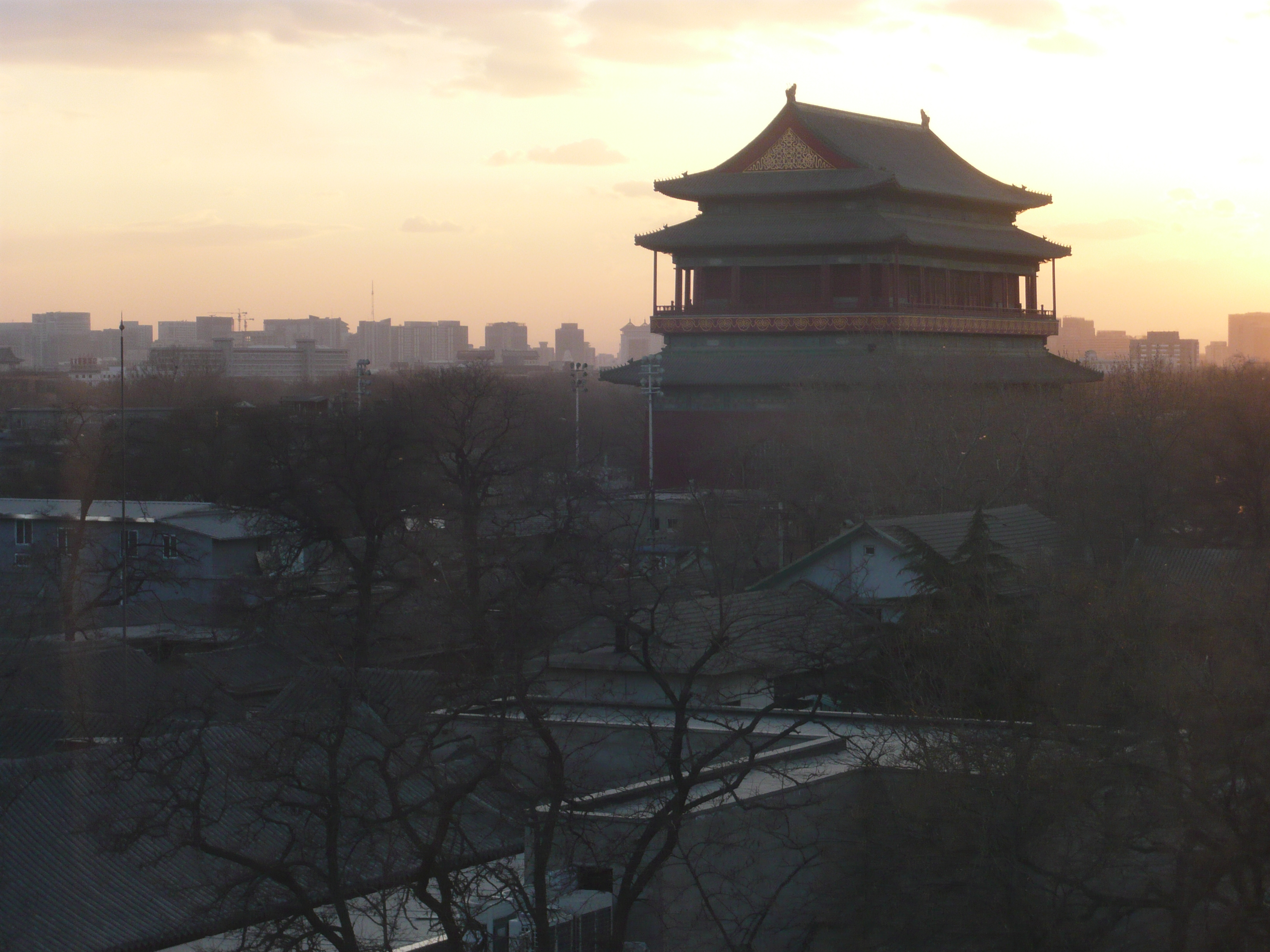
La torre del tambor

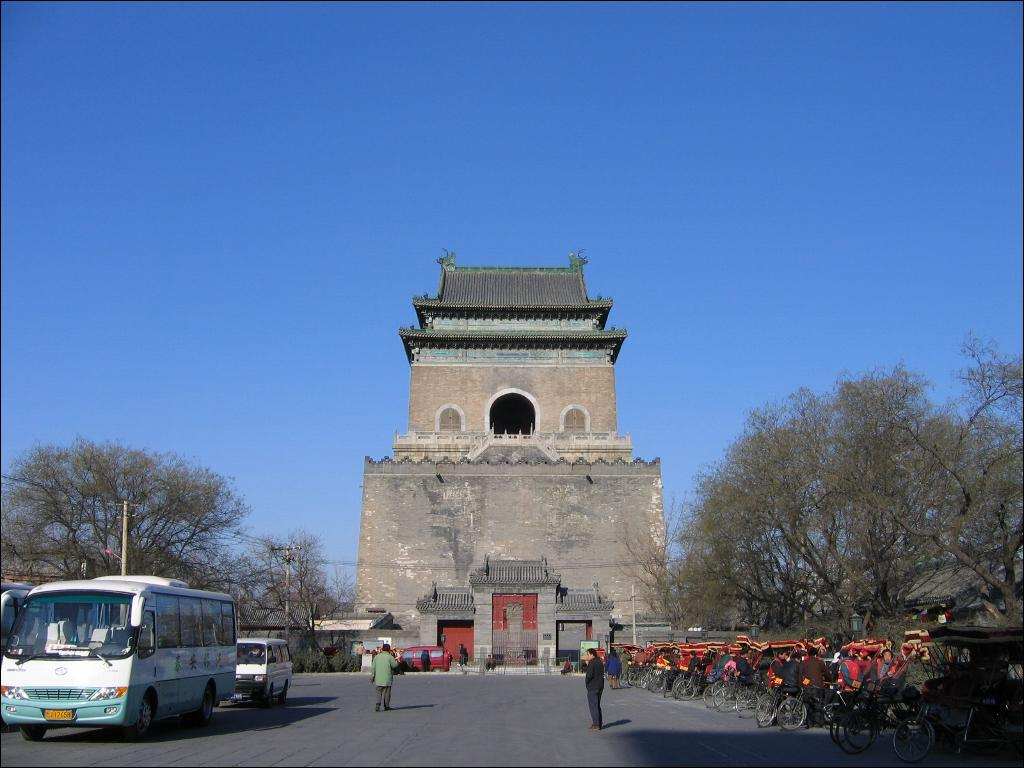
El campanario

La torre del tambor y el campanario de Beijing (en chino: 北京鼓楼和钟楼, pinyin:Běijīng Gǔlóu hé Zhōnglóu) se refiere a dos  estructuras antiguas ubicadas en la capital china. Gǔlóu (鼓楼) que traduce literalmente a torre del tambor, está situada en el extremo norte del eje central del centro urbano hacia el norte del Subdistrito Di’ anmen . Construida originalmente para propósitos musicales, se usó posteriormente para anunciar el tiempo y en la actualidad es una atracción turística.
Zhōnglóu (钟楼) que traduce literalmente a campanario , está cerca de la torre del tambor. Junto con ella, proporcionan una vista general del centro de Pekín y dominaron el skyline de Pekín hasta la era moderna.

## Uso
Las campanas y los tambores eran instrumentos musicales en la antigua China. Posteriormente fueron usados por el gobierno y el pueblo como relojes. El campanario y la torre del tambor eran el centro de la cronología china durante las dinastías Yuan, Ming y Qing.
El campanario y la torre del tambor continuaron funcionando como el reloj oficial de China y el gobierno hasta 1924, cuando el último emperador de la Dinastía Qing fue obligado a abandonar la Ciudad Prohibida y un reloj de estilo occidental se hizo el método oficial de cronometraje.

## Historia
La torre del tambor se construyó en 1272 durante el reinado de Kublai Khan, momento en el que se situaba en el centro de Dadu, la capital de la Dinastía Yuan. En aquel momento era conocida como la Torre de la Administración Ordenada (Qizhenglou). En 1420, bajo el Emperador Yongle de la dinastía Ming, el edificio se reconstruyó al este de su ubicación original y en 1800, bajo el emperador Jiaqing de la Dinastía Qing, se realizaron grandes renovaciones. En 1924, Feng Yuxiang retiró el estatus oficial de las torres, sustituyéndolas con relojes occidentales, y renombró el edificio "Mingchilou". Se exhibieron objetos relacionados con la invasión de Pekín por las fuerzas de la Alianza de las Ocho Naciones y la Masacre del 30 de mayo de 1925, transformando las torres en un museo. En la actualidad, la planta superior del edificio sirve como el Salón Cultural del Pueblo del Distrito Este. 
En la década de 1980, tras muchas reparaciones, el campanario y la torre del tambor se abrieron a los turistas.

## Arquitectura
La torre del tambor es un edificio de madera de dos plantas, que tiene 47 metros de altura. En la antigüedad la planta superior del edificio albergaba 24 tambores, de los cuales solo uno ha sobrevivido. Cerca de ella está el campanario, un edificio de 33 metros de con paredes grises y un techo verde.

## Galería de imágenes

### Torre del tambor

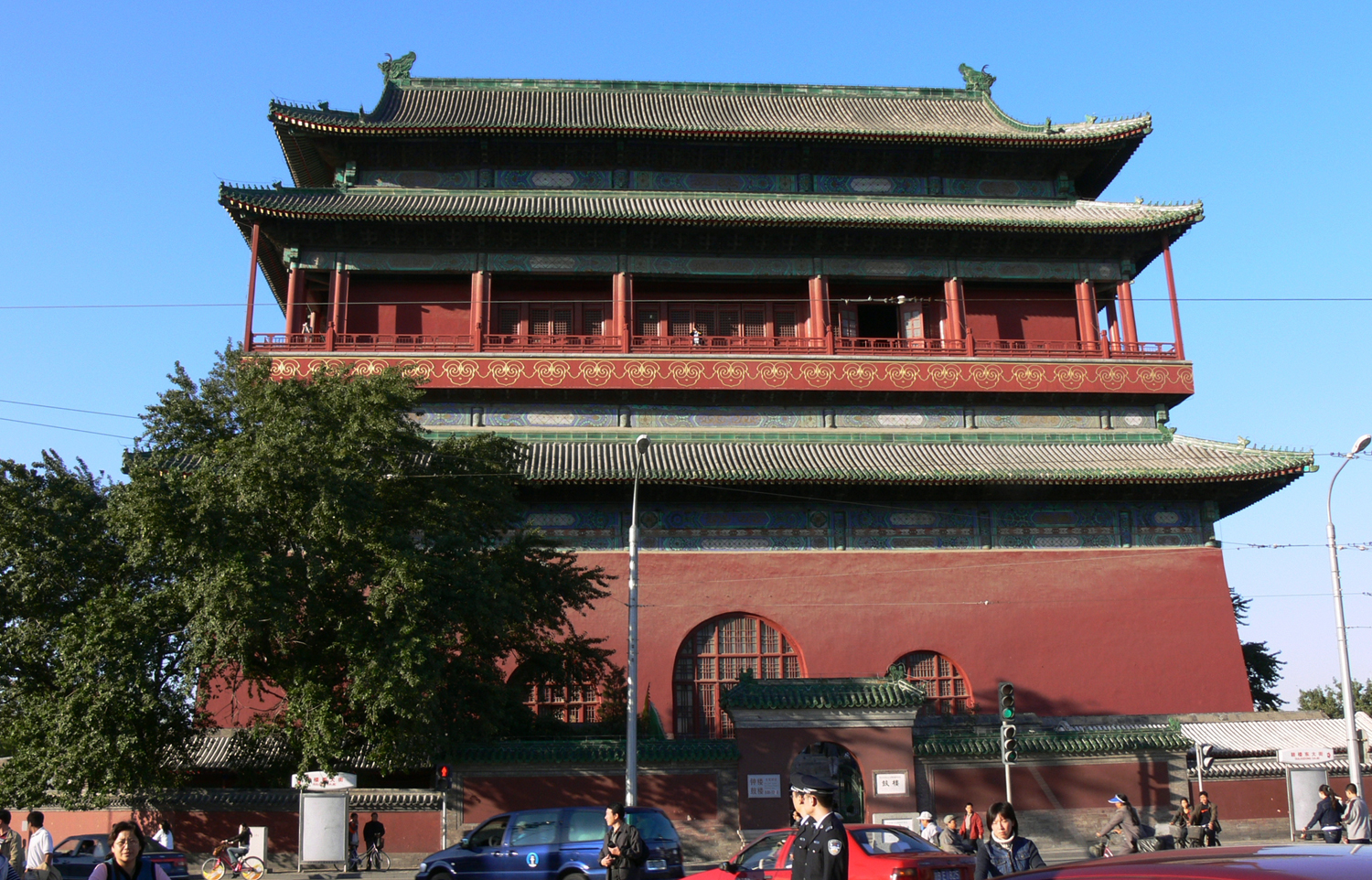
Detalle de la torre del tambor
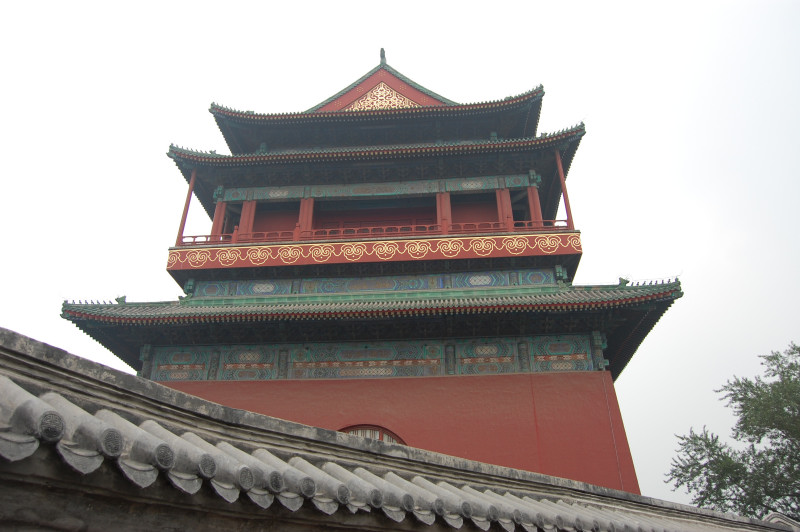
La torre del tambor
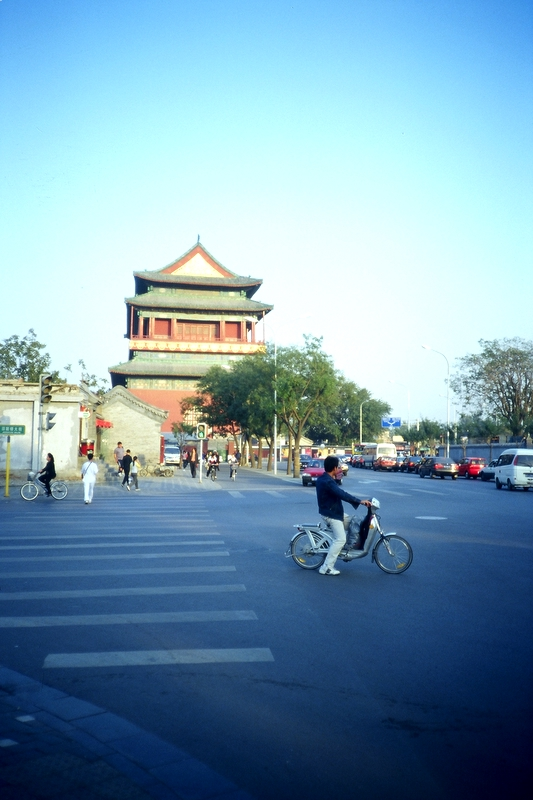
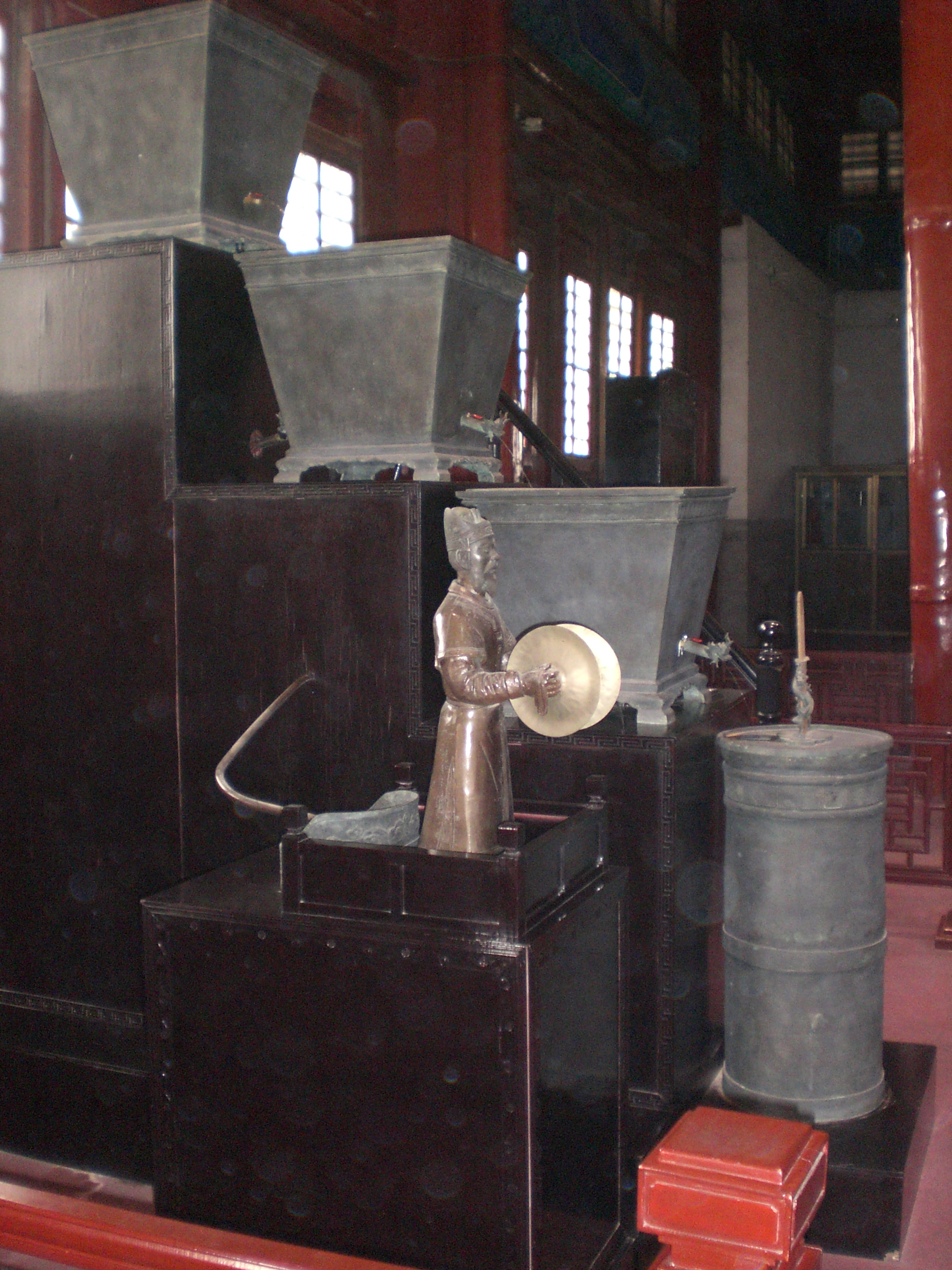
Clepsidras dentro de la torre del tambor

### Campanario

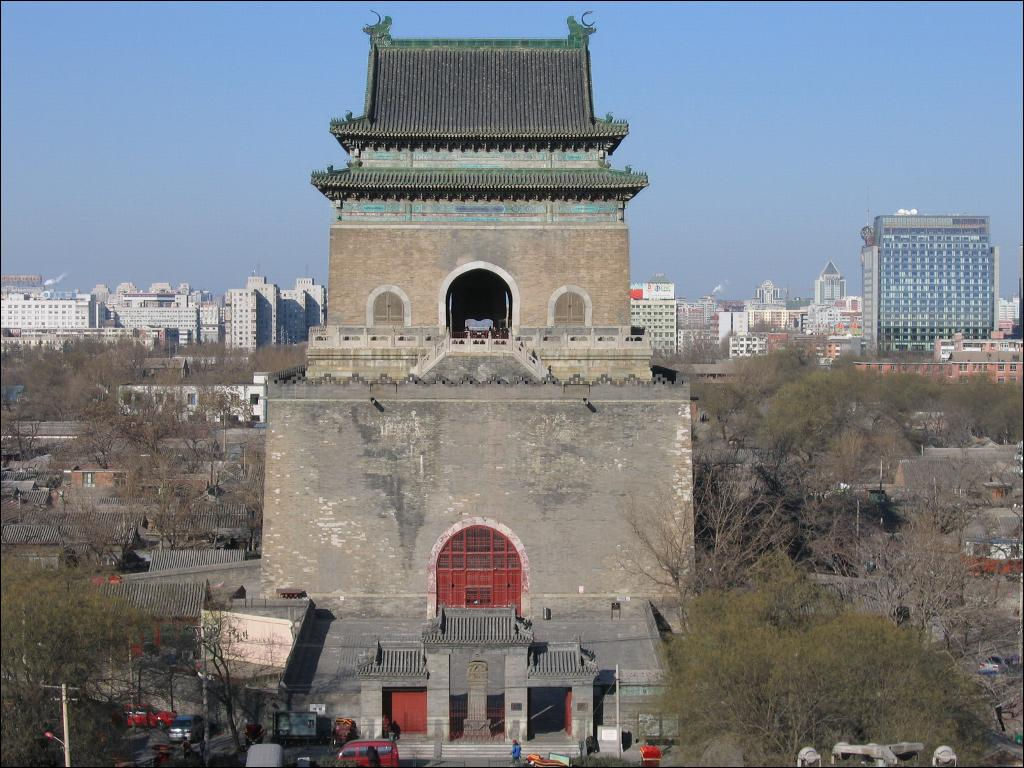
El campanario
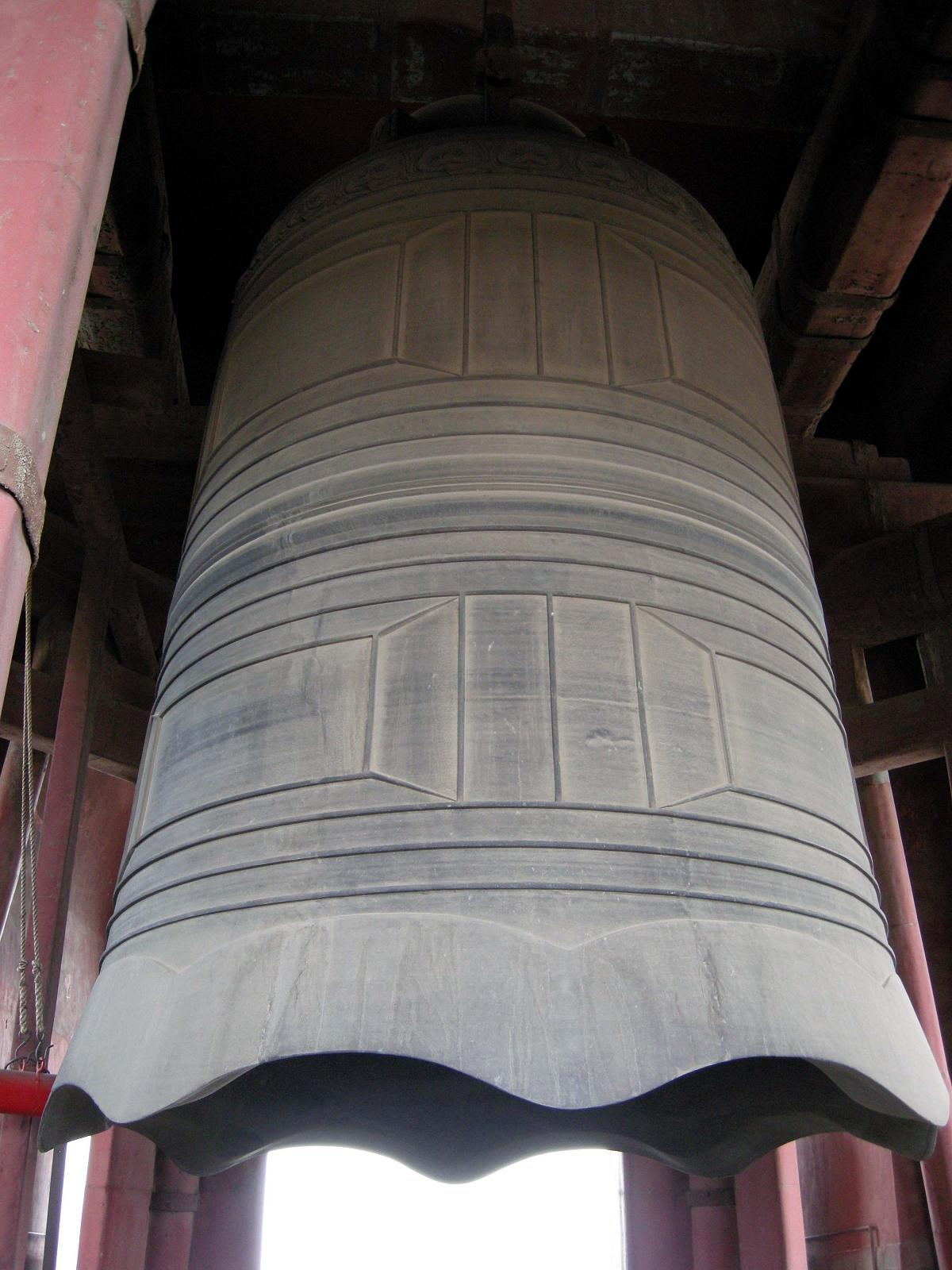
Una gran campana de bronce de la Dinastía Ming dentro del campanario
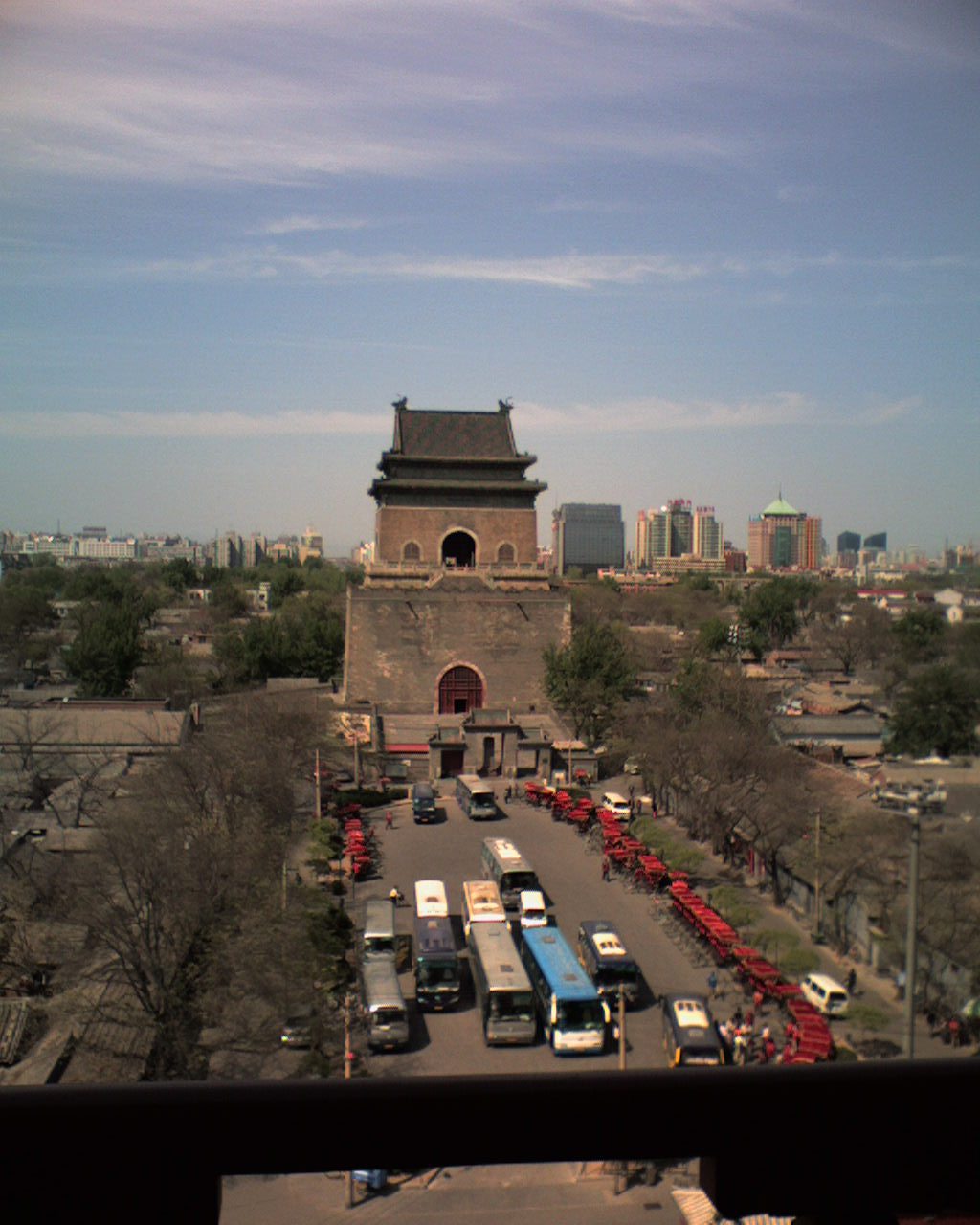
El campanario visto desde la torre del tambor
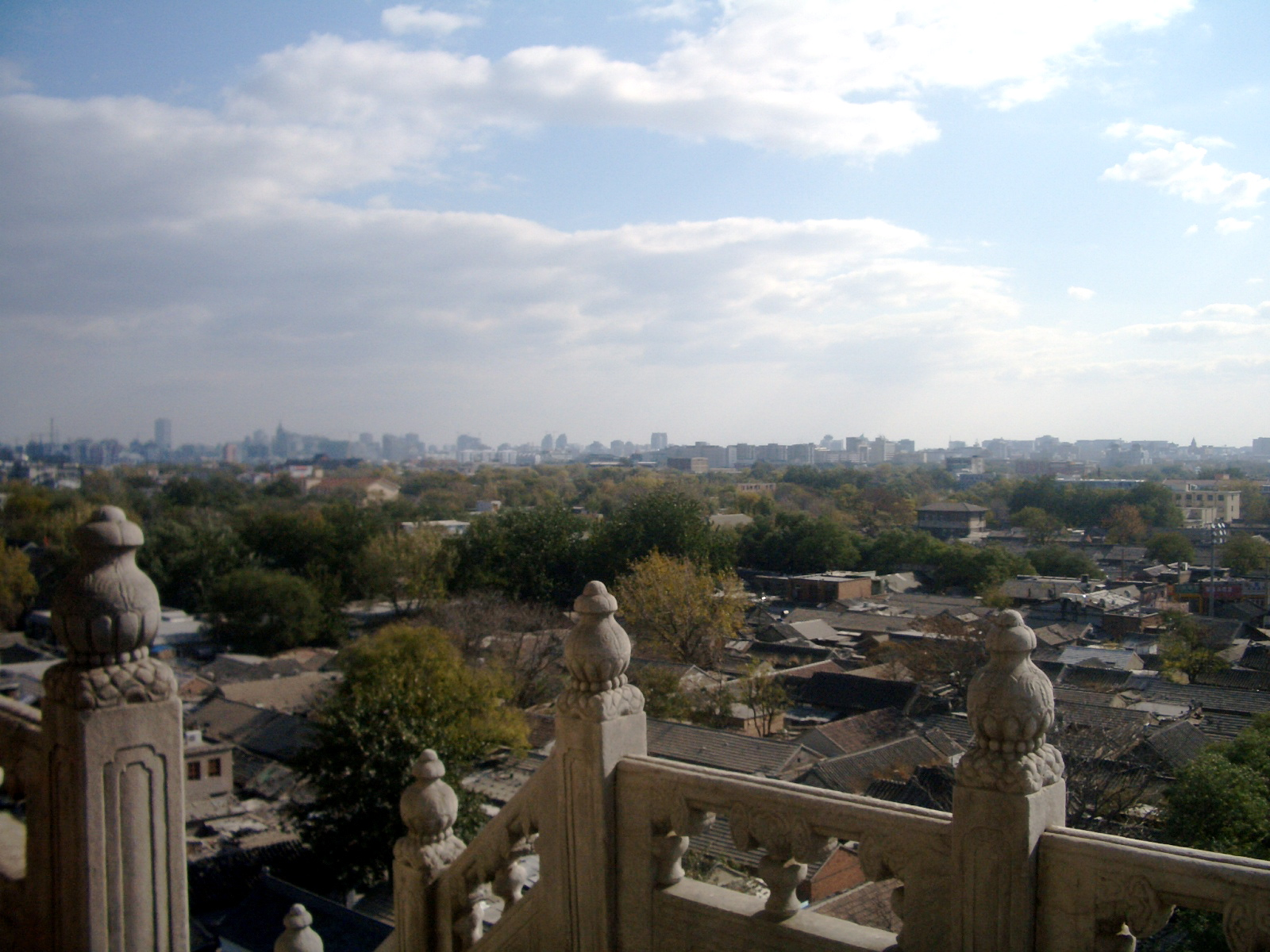
Vista desde la cima del campanario